# Folded Cliff
Das Folded Cliff (englisch für Gefaltetes Kliff) ist ein steiles Felsenkliff an der Danco-Küste des Grahamlands im Norden der Antarktischen Halbinsel. Es ragt an der Nordostflanke des Mount Inverleith am Ufer des Paradise Harbour auf.
Polnische Wissenschaftler benannten es 1999 nach der Faltung in den Metasedimenten des Kliffs.